# Madrid en el año 2000
Madrid en el año 2000 fue una película muda española del año 1925 dirigida y con guion de Manuel Noriega. Era un largometraje en blanco y negro y de 35 mm, con rótulos explicativos. La película se ha perdido por completo y no quedan más que noticias de periódicos.

## Producción
La película fue estrenada el 16 de abril de 1925 en el cine Rey Alfonso, el actual cine Bogart de la calle Cedaceros. Al estreno asistieron los reyes.
Los efectos especiales creados por Bernardo Perrote resultaban espectaculares para la época. Se podía ver a los grandes trasatlánticos navegando al lado del Palacio Real. En parte fue rodada a orillas de Manzanares, que hacía las veces de playas creadas por el gran canal. Ayudaba a crear esa imagen fabulosa de la ciudad la fotografía de Agustín Macasoli, las dobles exposiciones y las sobreimpresiones.
Según Román Gubern,  «el título es adscribible a una derivación específica del futurismo, la que Eisenstein denominó ‹urbanomanía›. El marco histórico de aquel fenómeno es bien conocido. En 1919, el mismo año en que se fundó en Weimar la Bauhaus, se inauguró el metro de Madrid [...]. El colorismo del mundo urbano, símbolo de modernidad, invadió la literatura en diferentes países [...]. En pintura, los temas urbanos habían aparecido como fruto de la ruptura antiacadémica del siglo anterior [...]. El futurismo italiano dio un impulso decisivo a este género [...]. El cine no tardó en entrar en sintonía con esta sensibilidad urbanista, característica de los nuevos tiempos.» Según Gubern, es muy posible que en Madrid se hubiese oído hablar de Metrópolis de Fritz Lang y que esas noticias sirvieran de inspiración. «Su fecha de producción resulta significativa, pues si bien es anterior al rodaje de Metrópolis en Berlín, su gestación bien pudo inspirarse en la nutrida publicidad que rodeó la preparación de aquel famoso film, cuya elaboración se extendió desde marzo de 1925 a octubre de 1926, para ser distribuido por la UFA en España en la temporada 1926-27. Ejemplos de aprovechamiento oportunista de la publicidad de grandes producciones extranjeras no habían faltado en el raquítico cine español y seguirían surgiendo en el futuro. El film de Noriega bien pudo constituir un ejemplo de tal estrategia y, de hecho, el propio título se adhiere a la ambición del cine alemán de la época de crear espacios escenográficos imposibles, irreales y utópicos, propios del imaginario expresionista».

## Argumento
La película es una visión fantástica del futuro Madrid del año 2000. Vista desde 1925, la Madrid del 2000 es una importante ciudad portuaria, gracias a que el Manzanares se ha convertido en un canal como el de Suez que permite el paso de grandes trasatlánticos. Gracias a esta actividad económica, Madrid se ha convertido un emporio europeo, un gran centro de negocios internacional.

## Reparto
- Roberto Rey
- Javier de Rivera
- Amalia Sanz Cruzado
- Roberto Iglesias
- Maruja Retana
- Juan Nadal
- Luis Vela del Castillo 'Velcasty'
- José Francés